# 12381 Hugoclaus
12381 Hugoclaus è un asteroide della fascia principale. Scoperto nel 1994, presenta un'orbita caratterizzata da un semiasse maggiore pari a 2,7722397 UA e da un'eccentricità di 0,0986282, inclinata di 9,05479° rispetto all'eclittica.